# Limnophora caduca
Limnophora caduca este o specie de muște din genul Limnophora, familia Muscidae, descrisă de Stein în anul 1909. Conform Catalogue of Life specia Limnophora caduca nu are subspecii cunoscute.